# Zanobatus schoenleinii
Zanobatus schoenleinii is een roggensoort uit de familie van de Zanobatidae.
Zanobatus schoenleinii komt voor in het oostelijke deel van de Atlantische Oceaan in de buurt van de West-Afrikaanse kust tussen Marokko en Angola. Hij komt voor op zandige en modderige zeebodems op dieptes tussen de 10 tot 60 meter, maar meestal op minder dan 25 meter onder het wateroppervlak.

## Beschrijving
Zanobatus schoenleinii wordt maximaal één meter lang. Exemplaren die in 2006 voor de westkust van Noord-Afrika werden gevangen varieerden in lengte tussen de 28 en 57 cm. Het schijfvormige lichaam is bijna geheel rond, alleen aan de voorkant enigszins taps toelopend. De staart draagt twee rugvinnen en een staartvin. De staart is iets korter dan het lichaam lang is.
Zanobatus schoenleinii is grijsbruin gekleurd met een patroon van brede zwartachtige strepen die zich uitstrekken van rechts naar links over het schijfvormige deel van het lichaam. Aan de randen bevinden zich ook zwarte stippen.

## Leefwijze
Over de voortplanting en de ecologie van de soort is weinig bekend. Hij voedt zich voornamelijk met kreeftachtigen en andere bentische ongewervelden. De rog is eierlevendbarend.